# Lý Hoài Viện
Lý Hoài Viện (chữ Hán: 李懷瑗, ?-?), hay Lý Viện (李瑗), là một tướng dưới thời nhà Đường trong lịch sử Trung Quốc.
Sử sách không nói rõ thân thế, nguyên quán, năm sinh và tổ tiên của Lý Hoài Viện. Từ trong hoặc sau loạn An Sử ông là một tướng phục vụ dưới quyền Tiết độ sứ Lư Long Lý Hoài Tiên. Sau khi Lý Hoài Tiên bị Chu Hi Thải sát hại để đoạt chức (768), Lý Hoài Viện tiếp tục phục vụ Chu Hi Thải - được nhà Đường công nhận là Tiết độ sứ vào cuối năm này. Từ khi nhận chức tiết độ sứ, Chu Hi Thải tỏ ra kiêu ngạo và độc ác, đối xử tàn tệ với các tướng lĩnh và binh sĩ dưới quyền, khiến mọi người căm giận. Nhân cơ hội đó vào năm 772,  Lý Hoài Viện dẫn theo binh sĩ xông vào chỗ ở của Chu Hi Thải rồi giết chết ông này. Được tin, Chu Thao triệu tập các tướng lại rồi tuyên bố ủng hộ anh mình là Chu Thử tiếp quản trấn Lư Long, các tướng bằng lòng. Do vậy, Chu Thử đang ở ngoài dinh được đón về tôn làm thủ lĩnh. Triều đình buộc phải công nhận Chu Thử là Tiết độ sứ mới ở Lư Long.
Không rõ Lý Hoài Viện có bị giết trong biến cố đó hay không. Sử sách từ đó không ghi thêm dòng nào nữa về kết cục của ông.